# بیلی کوپر
بیلی کوپر (انگلیسی: Billy Cooper؛ زادهٔ) موسیقی‌دان نوازنده ترومپت اهل بریتانیا است. وی مدرک موسیقی خود را از آکادمی سلطنتی موسیقی بدست آورده و به عنوان نوازنده ترومپت مهمان در ارکستر سمفونیک لندن حضور داشته است.